# Polycopissa japonica
Polycopissa japonica is een mosselkreeftjessoort uit de familie van de Polycopidae. De wetenschappelijke naam van de soort is voor het eerst geldig gepubliceerd in 1979 door Chavtur.